# مسقطی

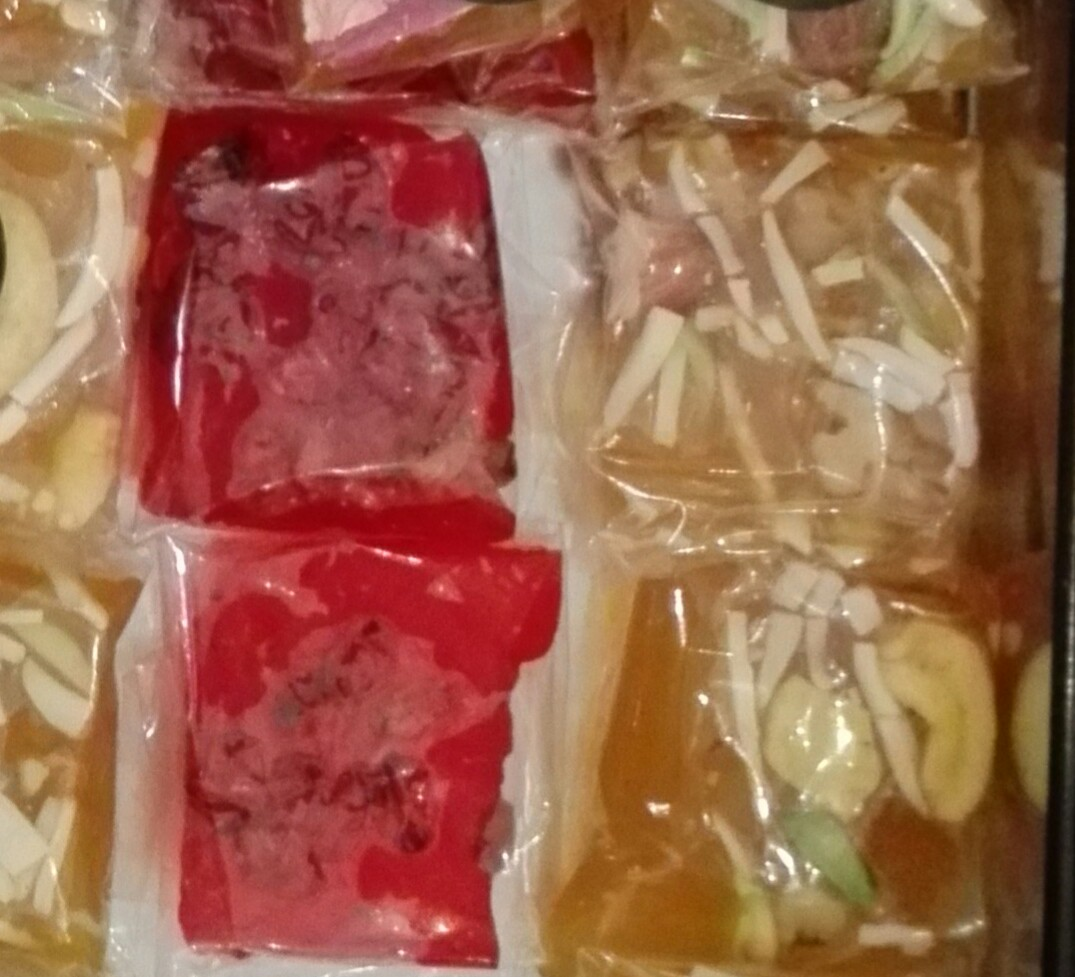
دو نوع مسقطی. مسقطی‌های قرمز حاوی برگ گل رز، و مسقطی‌های زرد (که نوع اصیل مسقطی می‌باشد) شامل زعفران، خلال بادام و پسته هستند.

مسقطی یا راحت الحلقوم حلوایی است که جزو سوغات بعضی از شهرهای ایران مانند سیرجان و لار که سوغات اصلی این شهرستان‌ها و قطب تولید آن می‌باشند و نیز شهرهای کرمان، کازرون ، شیراز و  بوشهر به‌شمار می‌آید. نشاسته، شکر، گلاب، هل، روغن و زعفران مواد مورد استفاده در تهیه این شیرینی هستند. یک نوع شیرینی است که مواد اولیه آن نشاسته، روغن، شکر، زعفران، هل و گلاب است و از انواع مغزهای مانند: گردو، پسته و بادام و همچنین گل محمدی، زرشک، نارگیل و کنجد برای تزئین آن استفاده می‌گردد. طرز تهیه آن شبیه به تهیه فرنی نشاسته‌ای است، اما مدت زمان تهیه آن طولانی‌تر و همراه با پرداخت بسیار است و بعد از آماده شدن، حالت کشسان به خود می‌گیرد.
قطب تولید مسقطی اصیل در ایران شهر لار است.

## خواص

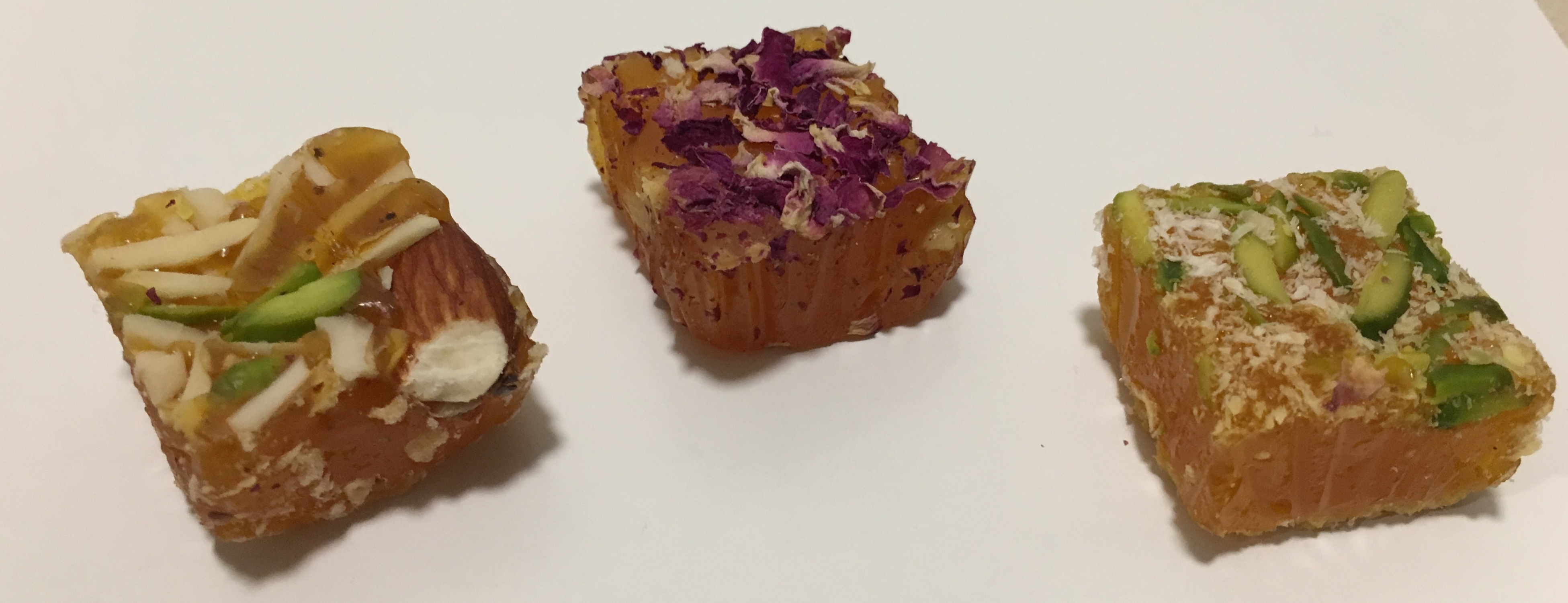

مقادیر بالای پروتئین در این حلوا موجب تقویت عمومی و افزایش سطح انرژی و عضلانی شدن بدن می‌شود. یک محقق و پژوهشگر طب سنتی مصرف نوعی حلوا را در رفع دردهای مفصلی، روماتیسمی و بوی بد دهان مؤثر دانست.